# 김두한 (가수)
김두한(1999년 ~ )은 대한민국의 가수다.

## 방송
- MBC 대학가요제 (2019) - 은상
- 너의 목소리가 보여 7 (2020)
- 싱포골드 (2022) - Top10
- 싱어게인3 (2023) - Top16

## 음반
- 2019 대학가요제 (2019)
- Coldness (2023)

## 공연
- 서울 EXPO 개막공연
- MBC 대학가요제 전국투어 콘서트 (2019)
- GO3 뮤직페스티벌 (2019)